# Горгопотамос (дем Ламия)
Горгопо̀тамос (на гръцки: Γοργοπόταμος) е село във Фтиотида, Централна Гърция, което се намира съвсем близо на няколко километра южно от град Ламия. По време на Втората световна война железопътният мост над река Горгопотамос е взривен от британски командоси диверсанти, подсигурени от гръцките партизани, който акт се превръща в символ на гръцката съпротива по време на войната.

## Име
Традиционното име на селото е Алпоспита (Αλπόσπητα). В 1940 година е преименувано в Алепоспита (Αλεπόσπιτα). През 1985 година е отново преименувано на Горгопотамос, по името на реката, което в превод означава бърз поток. От 1 януари 2011 година е включено към дем Ламия, и е част от крайградския район.

## История
В нощта на 25 ноември срещу 26 ноември 1942 година 150 бойци на лявата гръцка ЕЛАС под командването на Арис Велухиотис, и още 60 привърженици на републиканската ЕДЕС под командването на Наполеон Зервас, успяват да осигурят логистичната подкрепа на 12 британски командоси да взривят моста над едноименната река на железопътната линия Солун-Атина. С ожесточена престрелка с италианската охрана, гръцките партизани правят възможно британската диверсионна група под командването на полковник Едуард Майерс и капитан Кристофър Монтагю Уудхаус от Британското управление за специални операции да взриви две от общо шестте колони от конструкцията на моста. Вследствие на оперецията, носеща британското кодово име „Харлинг“, са спрени в продължение на 45 дни доставките за Немския африкански корпус на Вермахта.